# The Ultra Vivid Lament
The Ultra Vivid Lament je čtrnácté studiové album velšské alternativní rockové skupiny Manic Street Preachers, vydané v září 2021 společností Columbia Records. Část alba byla nahrána ve studiu Rockfield, část pak ve vlastním studiu kapely. Producentem alba je dlouholetý spolupracovník skupiny Dave Eringa. První singl z alba, píseň „Orwellian“, byl zveřejněn již v květnu 2021. Druhý a poslední singl „The Secret He Had Missed“ vyšel v červenci a hostuje na něm americká zpěvačka Julia Cumming. V jiné písni hostuje americký zpěvák Mark Lanegan. V Britské albové hitparádě album debutovalo na prvním místě a na různých pozicích první stovky vydrželo čtyři týdny.

## Seznam skladeb
Autory všech písní jsou členové skupiny Manic Street Preachers.
| Pořadí         | Název                         | Délka |
| -------------- | ----------------------------- | ----- |
| 1.             | Still Snowing in Sapporo      | 6:08  |
| 2.             | Orwellian                     | 3:49  |
| 3.             | The Secret He Had Missed      | 3:39  |
| 4.             | Quest for Ancient Colour      | 4:08  |
| 5.             | Don't Let the Night Divide Us | 3:42  |
| 6.             | Diapause                      | 4:59  |
| 7.             | Complicated Illusions         | 3:23  |
| 8.             | Into the Waves of Love        | 3:10  |
| 9.             | Blank Diary Entry             | 4:38  |
| 10.            | Happy Bored Alone             | 3:09  |
| 11.            | Afterending                   | 3:52  |
| Celková délka: | Celková délka:                | 44:37 |

| Bonusy na japonské edici | Bonusy na japonské edici | Bonusy na japonské edici |
| Pořadí                   | Název                    | Délka                    |
| ------------------------ | ------------------------ | ------------------------ |
| 12.                      | My Drowning World        | 3:38                     |
| 13.                      | These Dark Roads         | 3:54                     |
| Celková délka:           | Celková délka:           | 52:09                    |

## Obsazení

### Manic Street Preachers
- James Dean Bradfield – zpěv, kytara, klavír
- Nicky Wire – baskytara
- Sean Moore – bicí, perkuse

### Ostatní hudebníci
- Julia Cumming – zpěv
- Mark Lanegan – zpěv
- Cat Southall – doprovodné vokály
- Wayne Murray – doprovodné vokály
- Nick Nasmyth – klávesy
- Bernard Kane – aranžmá smyčců
- Gavin Fitzjohn – kytara, klávesy